# Мероприятия в здравоохранении Ирана после Исламской революции
Несмотря на заметное снижение смертности при шахе Мохаммаде-Реза Пехлеви, к концу его правления все ещё существовала масса проблем, которые необходимо было решить, в первую очередь — то, что смертность оставалась весьма высокой по сравнению со странами Запада с наиболее развитым здравоохранением. Кроме того, наблюдался очень большой разрыв между городом и сельской местностью по уровню смертности. Если в городах младенческая смертность составляла 6 %, то в сельской местности — более 12 %. По средней продолжительности жизни городские регионы на десять лет опережали сельские, где она едва достигала 50 лет.

## Создание общенациональной системы здравоохранения
Исламское правительство в принятой в 1979 г. Конституции заявило целью обеспечить всех иранских граждан пищей, здравоохранением и образованием. На пути решения этих задач предстояло очень многое. Появился и мешающий фактор — агрессия Ирака, и в результате очень много денег уходило на войну. Поэтому у правительства было мало средств для проведения эффективной социальной политики. Но все же в конце 1980-х гг., стремясь подчеркнуть свою социальную ориентированность и помочь населению решить насущные проблемы, исламское правительство тратило на социальные расходы практически половину — 47 % — бюджета. С 1981 г. правительство приступило и к созданию общенациональной системы здравоохранения, ставя своей задачей охватить ей всю страну.
Основная цель заключалась в предоставлении доступа к услугам здравоохранения жителям сельской местности и отдалённых слаборазвитых районов Ирана. К 2000 г. во всем государстве было организовано приблизительно 15 тыс. «домов здоровья». Каждый из этих «домов» отвечает за примерно полторы тысячи деревенских жителей. Основная задача этих учреждений заключается в повышении санитарной грамотности населения, предоставлении услуг планирования семьи, обеспечении экологического благополучия территории, а также регистрация, хранение и публикация статистических данных о состоянии здравоохранения и ежегодное проведение переписи населения, прикреплённого к данному участку. В каждом «доме здоровья» работают один или два медицинских работника (перс.: бехварз), мужчина и женщина, которые назначаются департаментом здравоохранения. Обычно они сами являются выходцами из того же самого села, где практикуют, и в связи с данным обстоятельством прекрасно знают его население. Благодаря этому появляется возможность подобрать индивидуальный подход для тех, кому необходима врачебная помощь, а значит, значительно улучшается эффективность медицины. Кроме того, были созданы и центры по здоровью в деревенских округах и городских поселениях.

## Организация созидательного джихада
Резкому улучшению состояния медицинской и другой инфраструктуры в сельской местности также способствовала деятельность Организации созидательного джихада, созданной в начале 1980-х гг., в задачи которой входит строительство учреждений здравоохранения и образования, сооружение дорог и плотин, распределение сельскохозяйственной техники, а также предоставление людям электричества и снабжение его качественной питьевой воды. Несмотря на восьмилетнюю войну, экономический кризис, вызванный падением цен на нефть в 1990-е гг., Организация созидательного джихада, преобразованная в конце 1980-х в Министерство, продолжала успешно функционировать. Очень важную роль в этом успехе сыграл моральный подъём народных масс после революции, а также отсутствие забюрократизированности у данного министерства, по крайней мере в первые годы его существования. Оно также приложило огромные усилия к ликвидации неграмотности на селе, а рост уровня грамотности, как известно, сам по себе способствует резкому снижению смертности. К 1990 г. удалось увеличить втрое (по сравнению с 1980 г.) количество обеспеченных питьевой водой и электричеством сёл, а также проложить 52 тыс. км дорог. Данные факторы тоже способствовали падению смертности.

## Динамика показателей смертности как результат улучшения системы здравоохранения
Общий коэффициент смертности удалось за очень короткий срок резко снизить — с 13 ‰ в 1978 г. до 7 ‰ в 1990 г. и 5 ‰ в 2014 г., а детскую смертность (до 5 лет) — c 12,7 % до 5,8 % и 1,6 %. Материнская смертность с 1990 по 2014 гг. стремительно сократилась — с 123 до 25 на 100 тысяч живорождений, или в 5 раз. К началу 2000-х гг. разрыв в младенческой смертности между городом и деревней по сути исчез: и там, и там она составила только 3 %, сократившись таким образом по сравнению с концом шахского периода в городах в 2 раза, а в деревнях — даже в 4 раза. Поэтому можно сказать, что реформа здравоохранения после Исламской революции была весьма эффективной и позволила приблизить Иран по смертности к показателям развитых стран.